# Entente Internacional Anticomunista

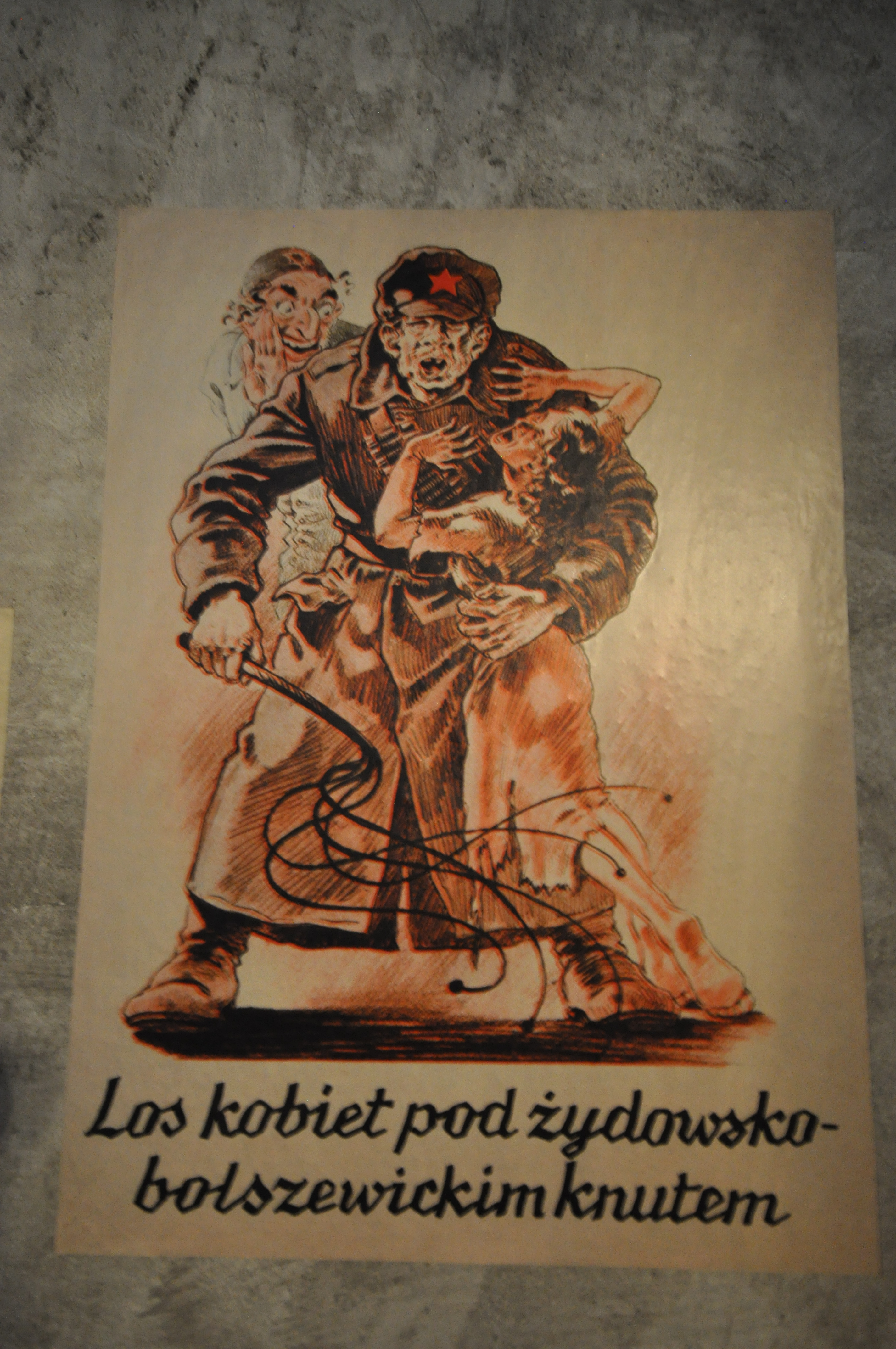
Típico cartel anticomunista y antisemita difundido por organizaciones como la Entente Internacional Anticomunista. El texto en polaco dice: "El destino de las mujeres bajo el látigo judeo-bolchevique". El mito del «peligro comunista» fue utilizado como arma de propaganda por las derechas conservadoras y por los fascistas.

La Entente Internacional Anticomunista (también conocida como Liga Internacional Anticomunista, Entente Internacional contra la Tercera Internacional, Liga Aubert o simplemente EIA) fue una organización de propaganda contraria a la Tercera Internacional fundada en 1924 por Théodore Aubert y George Lodygensky. Su oficina central estaba en Ginebra.

## Historia
Esta organización burguesa y conservadora intentó frenar el comunismo internacional, en particular colaborando con ligas conservadoras alemanas como el Bund zum Schutz der abendländischen Kultut, traducido como "Lucha por la protección de la cultura occidental" a partir de 1929, o mediante la obtención de financiación indirecta por el gobierno nazi, por ejemplo a través la Unión Alemana de Comités Anticomunistas, también llamada Antikomintern.
La EIA tuvo su sede en Ginebra, la ciudad natal de Théodore Aubert y una ubicación estratégica para una organización con ambiciones internacionales. De hecho, Ginebra era la sede de la Sociedad de Naciones, pero también de otras organizaciones internacionales que compartían lo que se llama «el espíritu de Ginebra». En 1928 la Entente ya contaba con filiales en veintiséis países, encargadas de conseguir recursos financieros y cada una de ellas con su correspondiente “Comité Secreto”.
Desde sus inicios, la EIA tendrá como objetivo recopilar la mayor cantidad de información posible sobre la Internacional Comunista y crear centros nacionales antibolcheviques, a los que la Liga Aubert se esforzará por enviar información. El objetivo era asegurar el apoyo de los diputados y que en cada parlamento hubiera oradores especialmente bien informados y documentados para intervenir en los debates relacionados con la Internacional Comunista. La EIA también tendrá como objetivo unir a su causa tantas organizaciones patrióticas como sea posible, como lo demuestra una reunión con Mussolini en 1924 y su acercamiento con el nacionalsocialismo en 1931.
La asociación fue financiada inicialmente en gran parte por bancos, compañías de seguros e industriales suizos, pero alrededor de 1935 comenzará a ser financiada masivamente por la Alemania nazi y la Italia fascista, de hecho, los archivos mencionan pagos italianos de alrededor de 50 000 francos por año (90 000 para el año 1938).
La EIA también se puso al servicio de la Iglesia católica mediante la creación de una comisión no oficial, llamada "Pro-Deo", a fines de 1933. El principal objetivo declarado de Pro-Deo fue apoyar a las víctimas de la persecución religiosa. Sin embargo, a lo largo de su existencia, su ayuda nunca llegó a ser material ni humanitaria. De hecho, la comisión solo trabajó para la propaganda y movilizar a tantas organizaciones religiosas como fuera posible contra el régimen soviético.
Cuando la Segunda Guerra Mundial se está gestando, y ya no se puede acusar a la URSS de querer una guerra para destruir el orden social en Europa (dado que Alemania e Italia están en el proceso de saltarse el Tratado de Versalles), la situación se vuelve más complicada para la EIA. Cuando estalla la Segunda Guerra Mundial, las comunicaciones internacionales se hicieron más difíciles y la EIA dejó de operar en el exterior. A partir de 1944, la relación entre la EIA y los regímenes fascista y nazi le dieron una muy mala reputación en Suiza. Acabada la guerra, la EIA ya no tiene los medios para ser el centro del anticomunismo y será Estados Unidos quien tome el relevo.

### La EIA en España
En España, la actividad propagandística de la Entente se inició en 1924 a través del Centro Español Antibolchevista. El secretariado español de la Entente fue fundado en abril de 1925, el cual estableció relaciones estrechas con representantes gubernamentales y políticos, económicos y sociales (patronales y gremios), del periodismo o de la judicatura, y especialmente con dirigentes católicos integristas, de las fuerzas de seguridad y el Ejército (como Francisco Franco o Emilio Mola, entre otros). La Internacional Anticomunista llegaría a ostentar un carácter casi semioficial durante la Dictadura de Primo de Rivera.
En 1934 se adhirió a la organización el general Franco, el futuro dictador español, que desde hacía tiempo recibía los boletines en francés de la Entente internationale contre la IIIe Internationale (gracias a la suscripción que le regaló el general Primo de Rivera, como a otros militares de alta graduación). Se declaró dispuesto «a cooperar, en nuestro país, a vuestro gran esfuerzo». En la carta que envió el general Franco al secretario de la Entente para renovar la suscripción le decía lo siguiente:

He tenido conocimiento de la gran labor que llevan ustedes a cabo para la defensa de todas las naciones contra el comunismo, y me gustaría recibir, todos los meses, sus interesantísimos boletines, tan bien documentados y tan eficaces. Deseo cooperar, en nuestro país, con su magnífica empresa y ser informado de tales asuntos.[...]
Le ruego, señor, que acepte mi admiración por su gran empresa y mi gratitud.

El anticomunismo fue una de las justificaciones del golpe de Estado de julio de 1936 que desencadenó la guerra civil española y fue un tema recurrente en los discursos del Generalísimo Franco. Insistía en que el «Alzamiento» había conseguido detener la revolución que preparaba la Internacional Comunista. En agosto de 1938 dijo: «Había tenido conocimiento de los documentos que se referían a la destrucción de las iglesias y de los conventos, y poseíamos la lista de los mejores españoles, que debían ser asesinados. Conocíamos el día, la fecha de ellos». Sin embargo, años más tarde se demostró que los supuestos documentos de la Internacional eran una falsificación encargada al periodista derechista Tomás Borrás.